# Єжув (Островецький повіт)
Єжув (пол. Jeżów) — село в Польщі, у гміні Васнюв Островецького повіту Свентокшиського воєводства.
Населення — 265 осіб (2011).
У 1975-1998 роках село належало до Келецького воєводства.

## Демографія
Демографічна структура на день 31 березня 2011 року:
|          | Загалом | Допрацездатний вік | Працездатний вік | Постпрацездатний вік |
| -------- | ------- | ------------------ | ---------------- | -------------------- |
| Чоловіки | 129     | 32                 | 87               | 10                   |
| Жінки    | 136     | 33                 | 71               | 32                   |
| Разом    | 265     | 65                 | 158              | 42                   |